# 及川陸郎
及川 陸郎（おいかわ りくろう、1940年1月8日 - 2022年11月4日）は、日本の経営者。相模鉄道社長、会長を務めた。

## 来歴・人物
東京都出身。1964年に慶應義塾大学法学部を卒業し、同年に相模鉄道に入社した。1993年6月に取締役に就任し、1995年6月に常務を経て、1998年6月に専務に就任し、2001年1月には社長に昇格した。2007年6月から2013年6月までに会長を務めた。
2022年11月4日、死去。82歳没。